# Discographie de 4Minute
La discographie du girl group sud-coréen 4Minute est composée de deux albums studios, sept mini-albums et de trente singles.

## Albums

### Albums studios
| Titre                                                                                       | Détails de l'album | Meilleures positions | Meilleures positions | Meilleures positions | Meilleures positions | Ventes                                       |        |        |        |
| Titre                                                                                       | Détails de l'album | COR                  | JPN                  | TWN                  | TWN East Asian       | Ventes                                       |        |        |        |
| Coréen                                                                                      | Coréen | Coréen               | Coréen               | Coréen               | Coréen               | Coréen                                       | Coréen | Coréen | Coréen |
| ------------------------------------------------------------------------------------------- | --- | -------------------- | -------------------- | -------------------- | -------------------- | -------------------------------------------- | ------ | ------ | ------ |
| 4minutes Left                                                                               | - Date de sortie : 5 avril 2011 - Labels : Cube Entertainment, Universal Music Group - Formats : CD, téléchargement numérique | 2                    | 145                  | —                    | 3                    | - COR : plus de 37 727 - JPN : plus de 2 344 |        |        |        |
| Japonais                                                                                    | |                      |                      |                      |                      |                                              |        |        |        |
| Diamond                                                                                     | - Date de sortie : 15 décembre 2010 - Label : Far Eastern Tribe Records - Formats : CD, téléchargement numérique              | 10                   | 27                   | —                    | 7                    | - JPN : plus de 12 273 - COR : plus de 1 000 |        |        |        |
| "—" montre qu'aucun classement n'a été atteint ou que ce n'est pas sorti dans cette région. | |                      |                      |                      |                      |                                              |        |        |        |

### Compilation
| Best of 4Minute                                                                             | - Date de sortie : 26 septembre 2012 - Label : Far Eastern Tribe Records - Formats : CD, téléchargement numérique | — | 37 | - JPN : plus de 6 110 |
| "—" montre qu'aucun classement n'a été atteint ou que ce n'est pas sorti dans cette région. | |   |    |                       |

### Mini-albums (EPs)
| For Muzik                                                                                   | - Date de sortie : 28 août 2009 - Labels : Cube Entertainment, Mnet Media - Formats : CD, téléchargement numérique                | 2 | —   | 17 | 1 | — | - COR : plus de 25 000                                          |
| Hit Your Heart                                                                              | - Date de sortie : 19 mai 2010 - Labels : Cube Entertainment, Universal Music Group - Formats : CD, téléchargement numérique      | 3 | 205 | 19 | 5 | — | - COR : plus de 23 218                                          |
| Volume Up                                                                                   | - Date de sortie : 9 avril 2012 - Labels : Cube Entertainment, Universal Music Group - Formats : CD, téléchargement numérique     | 1 | 114 | 13 | 6 | — | - COR : plus de 57 294 - JPN : plus de 1 744                    |
| Name Is 4Minute                                                                             | - Date de sortie : 26 avril 2013 - Labels : Cube Entertainment, Universal Music Group - Formats : CD, téléchargement numérique    | 2 | 83  | 16 | 2 | — | - COR : plus de 15 620 - JPN : plus de 1 998                    |
| 4Minute World                                                                               | - Date de sortie : 17 mars 2014 - Labels : Cube Entertainment, Universal Music Group - Formats : CD, téléchargement numérique     | 2 | —   | —  | 4 | — | - COR : plus de 11 231 - JPN : plus de 922                      |
| Crazy                                                                                       | - Date de sortie: 9 février 2015 - Label : Cube Entertainment, Universal Music Group - Formats : CD, téléchargement numérique     | 2 | 152 | 16 | — | 1 | - COR : plus de 22 922 - JPN : plus de 783 - US : plus de 1 000 |
| Act. 7                                                                                      | - Date de sortie : 1er février 2016 - Labels : Cube Entertainment, Universal Music Group - Formats : CD, téléchargement numérique | 2 | 274 | —  | 2 | 3 | - COR : plus de 8 742 - JPN : plus de 257                       |
| "—" montre qu'aucun classement n'a été atteint ou que ce n'est pas sorti dans cette région. | |   |     |    |   |   |                                                                 |

## Singles
| Titre                                                                                       | Année  | Meilleures positions | Meilleures positions | Meilleures positions | Meilleures positions | Meilleures positions | Ventes (DL)                                  | Album                 |
| Titre                                                                                       | Année  | COR                  | COR Hot 100          | JPN                  | JPN Hot 100          | US World             | Ventes (DL)                                  | Album                 |
| Coréen                                                                                      | Coréen | Coréen               | Coréen               | Coréen               | Coréen               | Coréen               | Coréen                                       | Coréen                |
| ------------------------------------------------------------------------------------------- | ------ | -------------------- | -------------------- | -------------------- | -------------------- | -------------------- | -------------------------------------------- | --------------------- |
| "Hot Issue"                                                                                 | 2009   | 3                    | —                    | —                    | —                    | —                    |                                              | For Muzik             |
| "Muzik"                                                                                     | 2009   | 2                    | —                    | —                    | —                    | —                    |                                              | For Muzik             |
| "What a Girl Wants"                                                                         | 2009   | 6                    | —                    | —                    | —                    | —                    |                                              | For Muzik             |
| "HuH"                                                                                       | 2010   | 3                    | —                    | —                    | —                    | —                    | - COR : plus de 2 357 440                    | Hit Your Heart        |
| "I My Me Mine"                                                                              | 2010   | 9                    | —                    | —                    | —                    | —                    | - COR : plus de 1 815 744                    | Hit Your Heart        |
| "Heart to Heart"                                                                            | 2011   | 5                    | —                    | —                    | —                    | —                    | - COR : plus de 1 842 291                    | 4Minutes Left         |
| "Mirror Mirror"                                                                             | 2011   | 2                    | —                    | —                    | —                    | —                    | - COR : plus de 2 057 010                    | 4Minutes Left         |
| "Volume Up"                                                                                 | 2012   | 2                    | 3                    | —                    | —                    | 9                    | - COR : plus de 1 816 296                    | Volume Up             |
| "What’s Your Name?"                                                                         | 2013   | 1                    | 1                    | —                    | —                    | 9                    | - COR : plus de 1 477 832                    | Name Is 4Minute       |
| "Whatcha Doin' Today"                                                                       | 2014   | 1                    | 4                    | —                    | —                    | 12                   | - COR : plus de 624 845                      | 4Minute World         |
| "Thank You :)"                                                                              | 2014   | 97                   | —                    | —                    | —                    | —                    | - COR :                                      | 4Minute World         |
| "Cold Rain"                                                                                 | 2015   | 15                   | —                    | —                    | —                    | —                    | - COR : plus de 147 364,                     | Crazy                 |
| "Crazy"                                                                                     | 2015   | 3                    | —                    | —                    | —                    | 2                    | - COR : plus de 664 238 - US : plus de 2 000 | Crazy                 |
| "Hate"                                                                                      | 2016   | 13                   | —                    | —                    | —                    | 2                    | - COR : plus de 262 470                      | Act. 7                |
| "Canvas"                                                                                    | 2016   | —                    | —                    | —                    | —                    | —                    | - COR :                                      | Act. 7                |
| Coréen mais pas de sortie d'album                                                           |        |                      |                      |                      |                      |                      |                                              |                       |
| "Jingle Jingle"                                                                             | 2009   | 166                  | —                    | —                    | —                    | —                    | - COR : plus de 1 658 082                    | Pas de sortie d'album |
| "Superstar"                                                                                 | 2010   | 22                   | —                    | —                    | —                    | —                    |                                              | Pas de sortie d'album |
| "Freestyle"                                                                                 | 2011   | 28                   | —                    | —                    | —                    | —                    | - COR : plus de 360 616                      | Pas de sortie d'album |
| "Over And Over"                                                                             | 2012   | 20                   | —                    | —                    | —                    | —                    | - COR : plus de 319 967,                     | Pas de sortie d'album |
| "Is It Poppin'?"                                                                            | 2013   | 9                    | 6                    | —                    | —                    | 18                   | - COR : plus de 596 404                      | Pas de sortie d'album |
| "Only Gained Weight" (feat. Brave Brothers)                                                 | 2014   | 5                    | 10                   | —                    | —                    | —                    | - COR : plus de 296 826                      | Pas de sortie d'album |
| "Whatcha Doin' Today? (Rap Version)"                                                        | 2015   | —                    | —                    | —                    | —                    | —                    | - COR :                                      | Pas de sortie d'album |
| "Crazy (EDM Version)"                                                                       | 2016   | —                    | —                    | —                    | —                    | —                    | - COR :                                      | Pas de sortie d'album |
| Japonais                                                                                    |        |                      |                      |                      |                      |                      |                                              |                       |
| "Muzik"                                                                                     | 2010   | —                    | —                    | 21                   | —                    | —                    | - JPN : plus de 6 154                        | Diamond               |
| "I My Me Mine"                                                                              | 2010   | 15                   | —                    | 26                   | —                    | —                    | - JPN : plus de 10 945                       | Diamond               |
| "First/Dreams Come True"                                                                    | 2010   | 26                   | —                    | 28                   | —                    | —                    | - JPN : plus de 6 097                        | Diamond               |
| "Why"                                                                                       | 2011   | —                    | —                    | 17                   | 40                   | —                    | - JPN : plus de 13 559                       | Best of 4Minute       |
| "Heart to Heart"                                                                            | 2011   | —                    | —                    | 18                   | 42                   | —                    | - JPN : plus de 9 930                        | Best of 4Minute       |
| "Ready Go"                                                                                  | 2011   | 57                   | 70                   | 23                   | —                    | —                    | - JPN : plus de 8 253                        | Best of 4Minute       |
| "Love Tension"                                                                              | 2012   | —                    | —                    | 26                   | —                    | —                    | - JPN : plus de 4 820                        | Best of 4Minute       |
| "—" montre qu'aucun classement n'a été atteint ou que ce n'est pas sorti dans cette région. |        |                      |                      |                      |                      |                      |                                              |                       |

## Bande originale
| Année | Titre                       | Série TV                    |
| ----- | --------------------------- | --------------------------- |
| 2010  | "Dreams Come True"          | Master of Study             |
| 2010  | "Making Love (사랑 만들기)" | Personal Preference         |
| 2010  | "Chaos A.D."                | The Fugitive: Plan B        |
| 2010  | "Home Run (홈런)"           | Rolling Stars               |
| 2010  | "One Thing"                 | It’s Okay, Daddy’s Daughter |
| 2011  | "Why"                       | Akuto: Juhanzai Sosahan     |
| 2012  | "Welcome to the School"     | School 2013                 |
| 2013  | "Fallin In Love"            | Remember me, Princess?      |
| 2015  | "Nightmare"                 | Yong-pal                    |